# Пулман, Филип
Сэр Фи́лип Николас Аутрам Пу́лман (англ. Philip Nicholas Outram Pullman; род. 19 октября 1946, Норидж, Англия) — английский писатель, наиболее известный своей трилогией «Тёмные начала» и тетралогией «Таинственные расследования Салли Локхарт».

## Биография
Отец будущего писателя служил в Королевских ВВС, и мальчику пришлось много путешествовать по миру. Часть своего детства он провел в Австралии, а с 11 лет жил в Северном Уэльсе. Окончив школу, Филип Пулман продолжил обучение в Оксфорде, в Эксетер-колледже, где изучал английскую филологию. Позже он вернулся в Оксфорд, где двенадцать лет работал учителем в различных школах, а потом преподавал в Вестминстер-колледже: вёл курсы по викторианскому роману и фольклору. Со временем Пулман оставил преподавательскую деятельность, чтобы полностью посвятить себя писательскому делу. Хотя дебютная книга писателя относилась к «взрослой» литературе, ещё будучи учителем, он начал писать для детей. В основу части его романов легли пьесы, созданные для школьных постановок.

## Взгляды на религию
Пулман является приверженцем Британской гуманистической ассоциации и почётным членом Национального секулярного общества. Журналистка газеты «The New Yorker» Лора Миллер определяет Пулмана, как одного из самых ярых атеистов. В 2002 году в интервью The Daily Telegraph Пулман отмечал, что «Блейк называл Мильтона настоящим поэтом и из партии дьявола, хотя тот и не знал об этом. Я из партии дьявола и это знаю». 15 сентября 2010 года наряду с 54 другими известными в Великобритании людьми (Стивен Фрай, Ричард Докинз, Джонатан Миллер, Терри Пратчетт, Кен Фоллетт) подписал открытое письмо в The Guardian, выступив против «почётного государственного визита» в Соединённое Королевство папы Бенедикта XVI; в письме утверждалось, что Папа Римский допустил нарушение прав человека по всему миру, руководя государством, которое «сопротивляется подписанию многих договоров в области прав человека и подписало договоры („конкордаты“) с многими государствами, которые отрицательно влияют на человеческие права граждан в этих странах».
Литературный критик Алан Джейкобс из Уитон-колледжа отмечал, что в «Тёмных началах» теистический взгляд Мильтона в «Потерянном рае» подменён на руссоистский. Книги критиковалась за выраженное в них отношение к христианской религии, особенно к католичеству, со стороны Католической Лиги религиозных и гражданских прав и Focus on the Family. Профессор религии Бостонского университета Донна Фрейтас отмечала, что вызовы традиционным образам Бога должны приветствоваться, как «живой диалог о вере», и бывший архиепископ Кентерберийский Роуэн Уильямс предполагал, что «Тёмные начала» будут преподаваться в школе, как часть религиозного образования.
В 1999 году в Catholic Herald Леони Кальдекотт цитировала книгу Пулмана как пример «гораздо более достойный костра, чем Гарри Поттер».
Брат известного атеиста Кристофера Хитченса Питер Хитченс (при этом взгляды этих двух братьев на религию сильно расходятся) также подтвердил, что Пулман усиленно проводит антихристианскую работу, цитируя его интервью, где Пулман говорит: «Я пытаюсь подорвать основы христианской веры». Хитченс рассматривает «Тёмные начала» как прямое опровержение «Хроник Нарнии» Клайва Льюиса. Сам Пулман считает серию книг Льюиса религиозной пропагандой. В свою очередь брат Питера Хитченса Кристофер Хитченс назвал «Тёмные начала» свежей альтернативой книгам Льюиса и Роулинг, а Пулмана автором, «чьи книги начали растворять границу между взрослой и подростковой фантастикой». В то же время Хитченс критиковал Пулмана за книгу «Хороший человек Иисус и негодяй Христос», называя его «протестантским атеистом» за поддержку учения Иисуса при критике институционального христианства.
При ярко-отрицательном отношении Пулмана к христианству, его произведения несут в себе элементы 'нового анимизма', альтернативной формы духовности, распространенной в Великобритании и за её пределами.

### The New-Cut Gang
1. 1994 Галерея восковых фигур / Thunderbolt’s Waxwork
2. 1995 Бал газопроводчиков / The Gasfitter’s Ball

### Салли Локхарт / Sally Lockhart
1. 1985 Рубин во мгле / The Ruby in the Smoke
2. 1985 Тень «Полярной звезды» / The Shadow in the North
3. 1990 Тигр в колодце / The Tiger in the Well
4. 1994 Оловянная принцесса / The Tin Princess

### Трилогия «Тёмные начала» / His Dark Materials
1. 1995 Северное сияние (в США вышла под названием «Золотой компас») / Northern Lights (USA: The Golden Compass)
2. 1997 Чудесный нож / The Subtle Knife
3. 2000 Янтарный телескоп / The Amber Spyglass

### Продолжение «Тёмных начал»
1. 2003 Оксфорд Лиры: Лира и птицы / Lyra’s Oxford
2. 2008 Однажды на севере / Once Upon a Time in the North

### Трилогия «Книга Пыли» / The Book of Dust
1. 2017 Прекрасная Дикарка / La Belle Sauvage
2. 2019 Секретное содружество / The Secret Commonwealth
3. Третья книга The Rose Field должна выйти в свет 23 октября 2025 года.

### Пьесы
1. 1990 Frankenstein
2. 1992 Sherlock Holmes and the Limehouse Horror

### Нон-фикшн[21]
1. 1978 Ancient Civilisations
2. 1978 Using the Oxford Junior Dictionary

## Экранизации
- 2001 — «Я был крысой» (TV) (I was a rat)
- 2006 — «Рубин во мгле» (TV)
- 2007 — «Тень „Полярной звезды“» (TV)
- 2007 — «Золотой компас»
- 2008 — «Татуировка в виде бабочки» (The Butterfly Tattoo)
- 2019 — «Темные начала» (HBO)[22]

## Награды
- 2007 год — премия Карнеги. Роман «Северное сияние» («Northern Lights», в США — «Golden Compass»), первый в трилогии, назван лучшей книгой для детей последних семидесяти лет.
- 2005 год — Премия памяти Астрид Линдгрен
- 2001 год — Всемирная премия фэнтези. Лучший автор года
- 2001 год — The British Book Awards. Лучший автор года
- 2001 год — The Whitbread Prize. Лучшая книга года. «Янтарный телескоп» (3-я книги трилогии) стал первой детской книгой за всю историю существования премии, победившей в номинации «Лучшая книга года».
- 1996 год — The Guardian Prize (ежегодная премия газеты The Guardian)
- 1995 год — British Fantasy Society. Лучший роман
- 1995 год — The Carnegie Medal.

## Критика
Произведения Филипа Пулмана неоднократно подвергались критике со стороны христианских религиозных организаций за ярко выраженный антиклерикализм и отрицательное отношение к христианской религии.